# Hans Rüdiger (Regierungspräsident)
Hans Rüdiger (* 16. Juni 1889 in Heidekrug bei Lissa, Deutsches Reich; † nach 1944) war ein deutscher Verwaltungsbeamter und Regierungspräsident in Oppeln, Provinz Schlesien.

## Leben
Im Dezember 1922 wurde er Landgerichtsrat beim Landgericht III Berlin. Später war er beim Reichsversicherungsamt tätig, wo er 1928 zum Regierungsrat und 1930 zum Oberregierungsrat ernannt wurde.
Rüdiger trat zum 1. Oktober 1930 der NSDAP bei (Mitgliedsnummer 336.025). Er wurde nach der nationalsozialistischen Machtergreifung im April 1933 von NS-Propagandaminister Joseph Goebbels zum Personalreferenten beziehungsweise Leiter der Personalabteilung im Reichsministerium für Volksaufklärung und Propaganda berufen und zum Ministerialrat befördert. Rüdiger war SS-Mitglied (SS-Nummer 284.124).
Am 13. Oktober 1937 wurde er zum Regierungspräsidenten in Oppeln ernannt. Im Zweiten Weltkrieg fungierte er als Chef der Zivilverwaltung (CdZ) beim Heeresgruppenkommando 1 und wurde bereits 1938 als CdZ und „Beauftragter des Reichskommissars für die besetzten sudetendeutschen Gebiete“ im Regierungsbezirk Troppau, Reichsgau Sudetenland eingesetzt. Während des Zweiten Weltkrieges war er von 1941 bis 1945 Ministerialdirektor im Reichsministerium des Innern.